# Miguel Ángel Jiménez
Miguel Ángel Jiménez Rodríguez (Málaga, 5 de enero de 1964) es un golfista español. Durante su carrera ha ganado cuatro Ryder Cup, una como vicecapitán del equipo europeo, así como más de veinte títulos del circuito profesional de golf. Su victoria más importante en el European Tour la obtiene en 2008 al ganar el BMW PGA Championship en el mítico recorrido de Wentworth. En 2018 gana el Regions Tradition (su primer major en el circuito sénior del PGA Tour, el PGA Tour Champions) y el Senior Open Championship en el Old Course de St. Andrews, cuna del golf mundial.

## Trayectoria
Nacido en el barrio malagueño de Churriana, su primer contacto con el golf fue a los quince años, cuando deja sus estudios para trabajar en el campo de golf de Torrequebrada, bajo las directrices de su hermano mayor Juan, primero como caddie y luego en el campo de prácticas. En tan solo tres años se pasa al mundo profesional (1982), pero no es hasta 1985 cuando decide dedicar su carrera profesional a competir.
Le han concedido numerosas distinciones, entre las que destaca la Medalla de Andalucía al Mérito Deportivo, en el año 2001, y la Medalla al Mérito en Golf de la Real Federación Española, en 1999. 
También ostenta el récord del Parador de Málaga Golf con 63 golpes, conseguido durante el PGA Turespaña Masters de Golf de 1999, que ganó, así como el de Oliva Nova, con el mismo número de golpes, jugando el Campeonato Nacional Peugeot OKI, donde también obtuvo la victoria. 
Ha diseñado un campo de golf en la República Checa: Prosper Golf Club, de par 72, que está situado junto al pueblo de Celadna, a 30 km de la ciudad de Ostrava. El primer recorrido de dieciocho hoyos se inauguró en 2002 y el recorrido nuevo, también de dieciocho hoyos, en el año 2004. Además ha sido asesor de remodelaciones de campos, como Montecastillo (Jerez de la Frontera) y Real Club de Golf de Sevilla. 
Tan solo los españoles Sergio García, José María Olazábal y Miguel Ángel Jiménez mantienen las tarjetas de los dos circuitos más importantes del mundo en golf: el americano y el europeo. Hoy, y desde hace años, es el principal representante del golf andaluz en todo el mundo. 
Miguel Ángel Jiménez comenzó a jugar en el circuito europeo en 1988, consiguiendo su primer título en 1992 en el Abierto de Bélgica. Sus mejores años en el golf han sido 1996, cuando acabó quinto en la orden del mérito, así como 1998 y 1999, que acabó en la orden del mérito. Además en 1999 fue subcampeón del torneo WGC-American Express, que es uno de los campeonatos del mundo de golf de jugadores de élite. Además en este mismo año debutó con el equipo europeo de la Ryder Cup. 
Tras una debacle en su juego que parecía haber decaído, en el año 2004 volvió por sus fueros y consiguió alcanzar de nuevo la cuarta posición en el orden del mérito europeo.
En 2010 realizó una temporada memorable, con tres victorias individuales y una victoria en Ryder tras una destacada actuación. Dos años después contribuiría al éxito europeo como vicecapitán en la Ryder Cup 2012 y en noviembre se convertiría en el jugador de mayor edad de la historia en ganar un torneo del circuito europeo. 
Tras su participación en el Hero Open 2020 se convirtió en el jugador con más torneos disputados en el Circuito Europeo de Golf con 707 (a 30 de julio de 2020)
Es padre de dos hijos, los cuales también practican el golf.

## Palmarés

### Tour Europeo(21)
- 1992 (1): Piaget Belgian Open
- 1994 (1): Heineken Dutch Open
- 1998 (2): Turespana Masters Open Baleares, Trophée Lancôme
- 1999 (2): Turespaña Masters - Open Andalucía (2), Volvo Masters
- 2003 (1): Turespana Mallorca Classic
- 2004 (4): Johnnie Walker Classic, Algarve Open de Portugal, BMW Asian Open, BMW International Open
- 2005 (2): Omega Hong Kong Open, Celtic Manor Wales Open
- 2008 (2): UBS Hong Kong Open (2), BMW PGA Championship
- 2010 (3): Omega Dubai Desert Classic, Alstom Open de France, Omega European Masters
- 2012 (1): UBS Hong Kong Open (3)
- 2013 (1): UBS Hong Kong Open (4)
- 2014 (1): Open de España

### PGA Tour Champions(17)
- 2014 (1): Greater Gwinnett Championship
- 2015 (1): Mitsubishi Electric Championship at Hualalai
- 2016 (1): Mississippi Gulf Resort Classic
- 2017 (1): Mississippi Gulf Resort Classic (2)
- 2018 (2): Regions Tradition, Senior Open Championship
- 2019 (2): Chubb Classic, Dominion Energy Charity Classic
- 2020 (2): Mitsubishi Electric Championship at Hualalai (2), Sanford International
- 2022 (3): Mitsubishi Electric Championship at Hualalai (3), Cologuard Classic, Boeing Classic
- 2025 (4): Hassan II Trophy, Hoag Classic, Principal Charity Classic, Kauling Companies Championship

### Challenge Tour(1)
- 2003 (1): Peugeot Tour de España (en Sevilla) - Ganador Orden de Mérito Peugeot Tour de España

### Otras victorias (3)
- 1988 (1): Open de L'inforatique (Francia)
- 1989 (1): Benson & Hedges Trophy (con Xonia Wunach-Ruiz)
- 1999 (1): Oki Telepizza - Oliva Nova (España)
- Campeonato de España de Profesionales: 1999, 2002, 2003 y 2006

## Apariciones en Equipo
- Copa Alfred Dunhill: 1990, 1992, 1993, 1994, 1995, 1996, 1997, 1998, 1999 (ganadores), 2000 (ganadores)
- Copa Mundial de Golf: 1990, 1992, 1993, 1994, 2000, 2001, 2003, 2004, 2005, 2006, 2007, 2008, 2011, 2013
- Ryder Cup: 1999, 2004 (ganadores), 2008, 2010 (ganadores), 2012 (vice-capitán, ganadores)
- Seve Trophy: 2000 (ganadores), 2002, 2003, 2005, 2007, 2009, 2011, 2013 (ganadores)
- Royal Trophy: 2012
- EurAsia Cup: 2014 (jugador/capitán)

## Resultados en los grandes
| Torneo               | 1991 | 1992 | 1993 | 1994 | 1995 | 1996 | 1997 | 1998 | 1999 | 2000 |
| -------------------- | ---- | ---- | ---- | ---- | ---- | ---- | ---- | ---- | ---- | ---- |
| Masters de Augusta   | -    | -    | -    | -    | CUT  | -    | -    | -    | CUT  | T49  |
| U.S. Open            | -    | -    | -    | -    | T28  | -    | -    | -    | T23  | T2   |
| Abierto Británico    | T80  | -    | T51  | CUT  | T89  | CUT  | CUT  | DQ   | CUT  | T26  |
| Campeonato de la PGA | -    | -    | -    | -    | T13  | T24  | -    | -    | T10  | T64  |

| Torneo               | 2001 | 2002 | 2003 | 2004 | 2005 | 2006 | 2007 | 2008 | 2009 | 2010 |
| -------------------- | ---- | ---- | ---- | ---- | ---- | ---- | ---- | ---- | ---- | ---- |
| Masters de Augusta   | T10  | T9   | CUT  | -    | T31  | T11  | T44  | T8   | T46  | T12  |
| U.S. Open            | CUT  | -    | -    | -    | CUT  | T16  | -    | T6   | CUT  | CUT  |
| Abierto Británico    | T3   | CUT  | -    | T47  | -    | -    | T12  | CUT  | T13  | 27   |
| Campeonato de la PGA | -    | -    | -    | T31  | T40  | -    | CUT  | CUT  | T36  | CUT  |

| Torneo               | 2011 | 2012 | 2013 | 2014 | 2015 | 2016 |
| -------------------- | ---- | ---- | ---- | ---- | ---- | ---- |
| Masters de Augusta   | T27  | 56   | -    | 4    | CUT  | -    |
| U.S. Open            | CUT  | CUT  | -    | CUT  | CUT  | -    |
| Abierto Británico    | T25  | T9   | T13  | CUT  | CUT  | T18  |
| Campeonato de la PGA | T64  | T27  | T29  | CUT  | CUT  | -    |

CUT = No pasó el corte

DQ = Descalificado

"T" = Empatado

Fondo amarillo indica un puesto entre los diez primeros.

## Resultados en los grandes Senior
| Torneo                      | 2014 | 2015 | 2016 | 2017 | 2018 | 2019 | 2020 | 2021 |
| --------------------------- | ---- | ---- | ---- | ---- | ---- | ---- | ---- | ---- |
| The Tradition               | -    | -    | -    | T20  | 1    | T37  | ND   | T19  |
| Campeonato de la PGA Senior | -    | -    | -    | T3   | 5    | -    | ND   | T8   |
| U.S. Senior Open            | -    | T17  | T2   | T18  | T2   | T6   | ND   | T8   |
| Senior Players Championship | -    | -    | T2   | 4    | T10  | T13  | T3   | T37  |
| Abierto Británico Senior    | T8   | 4    | T3   | T11  | 1    | T10  | ND   | 2    |

CUT = No pasó el corte

DQ = Descalificado

"T" = Empatado

Fondo amarillo indica un puesto entre los diez primeros.

## Condecoraciones
- Socio de honor del Real Club de Golf de Sevilla, mayo de 2006.
- Estrella de la fama en el Boulevard de la Fama de Puerto Banús, Marbella.
- "Chaqueta de Honor " de El Real Club de Campo de Málaga.
- Placa en El Paseo de las Estrellas del Deporte de Málaga, enero de 2007.
- Nombrado "Malagueño del Siglo XXI" por la asociación Málaga Siglo XXI en abril de 2007.
- Premio Málaga al Deporte,entregada por el Ayuntamiento de Málaga, en el Cine Albéniz de Málaga en junio de 2010.
- Medalla de Bronce de la Real Orden del Mérito Deportivo, otorgada por el Consejo Superior de Deportes (1999)
- Medalla de Plata de la Real Orden del Mérito Deportivo, otorgada por el Consejo Superior de Deportes (2000)[11]

## Otras participaciones importantes
- Consiguió la segunda posición en el Campeonato de España Dobles de Profesionales en 1987, en el US Open en 2000, en el Linde German Masters en 2003 y en el Circuito Nacional (en Los Lagos) en 2003.
- Terminó en tercer lugar en el British Open en 2001, además de haber jugado el Masters de Augusta en cuatro ocasiones.
- La victoria del Volvo Masters y la segunda posición en el World Golf Championship en 1999 −perdiendo en un play-off con Tiger Woods− le valieron para terminar la temporada en el puesto 21 del ranking mundial. 1986
- Campeonato individual de Profesionales de Andalucía.
- Campeones de España Dobles APG-Valle Romano en La Cala Resort,junto a su gran amigo Andrés Jiménez en 2006.

## Vídeos
- 3 Minutos con Miguel Ángel Jiménez Fuente: YouTube
- Entrevista a Miguel Ángel Jiménez Fuente: YouTube (Cuatro Bajo Par.com)